# Musée océanographique de Kaliningrad
 (février 2025).
Le Musée océanographique de Kaliningrad (en russe : Музей Мирового океана, Mouzeï Mirovogo okeana, « Musée du monde des océans ») est un musée océanographique situé à Kaliningrad en Russie. Le musée possède aussi une filiale à Saint-Pétersbourg. Ce musée est consacré à tous les aspects des océans et mers du monde : la biologie, la géographie et la géologie marines, ainsi que l'histoire de la navigation et de l'exploration scientifique des mers et des océans.

## Navires

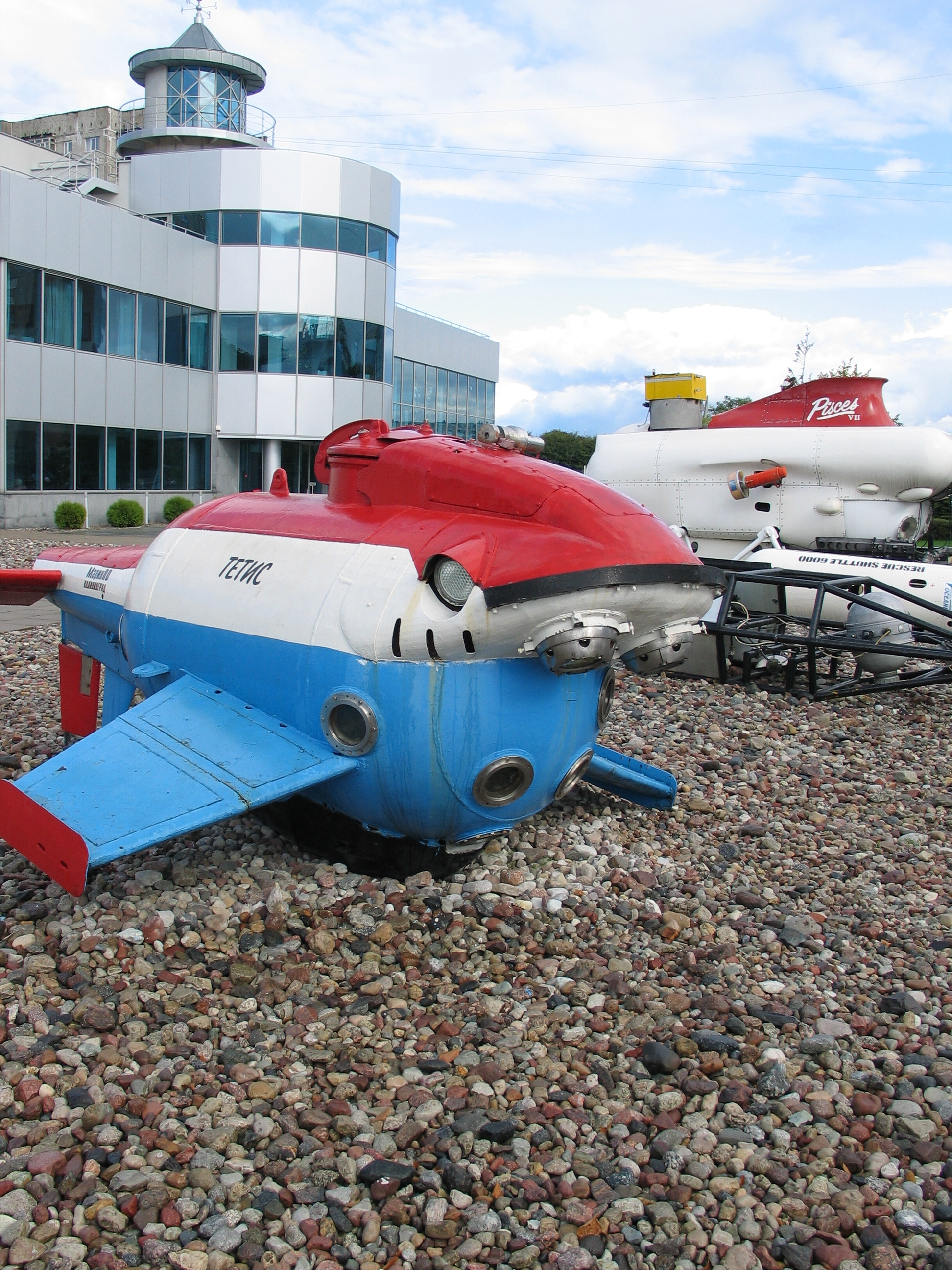
Le Musée océanographique de Kaliningrad.

Le musée possède cinq navires à quai : deux navires scientifiques, le Vitiaz et le Kosmonavt Viktor Patsaïev, le sous-marin B-413, le chalutier SRT-129 et le brise-glace Krassine, ce dernier situé dans une filiale du musée à Saint-Pétersbourg. Les navires qui se trouvent à Kaliningrad sont tous amarrés le long de la rive du fleuve Pregolia, près du centre ville et en face des bâtiments du musée.

### Vityaz

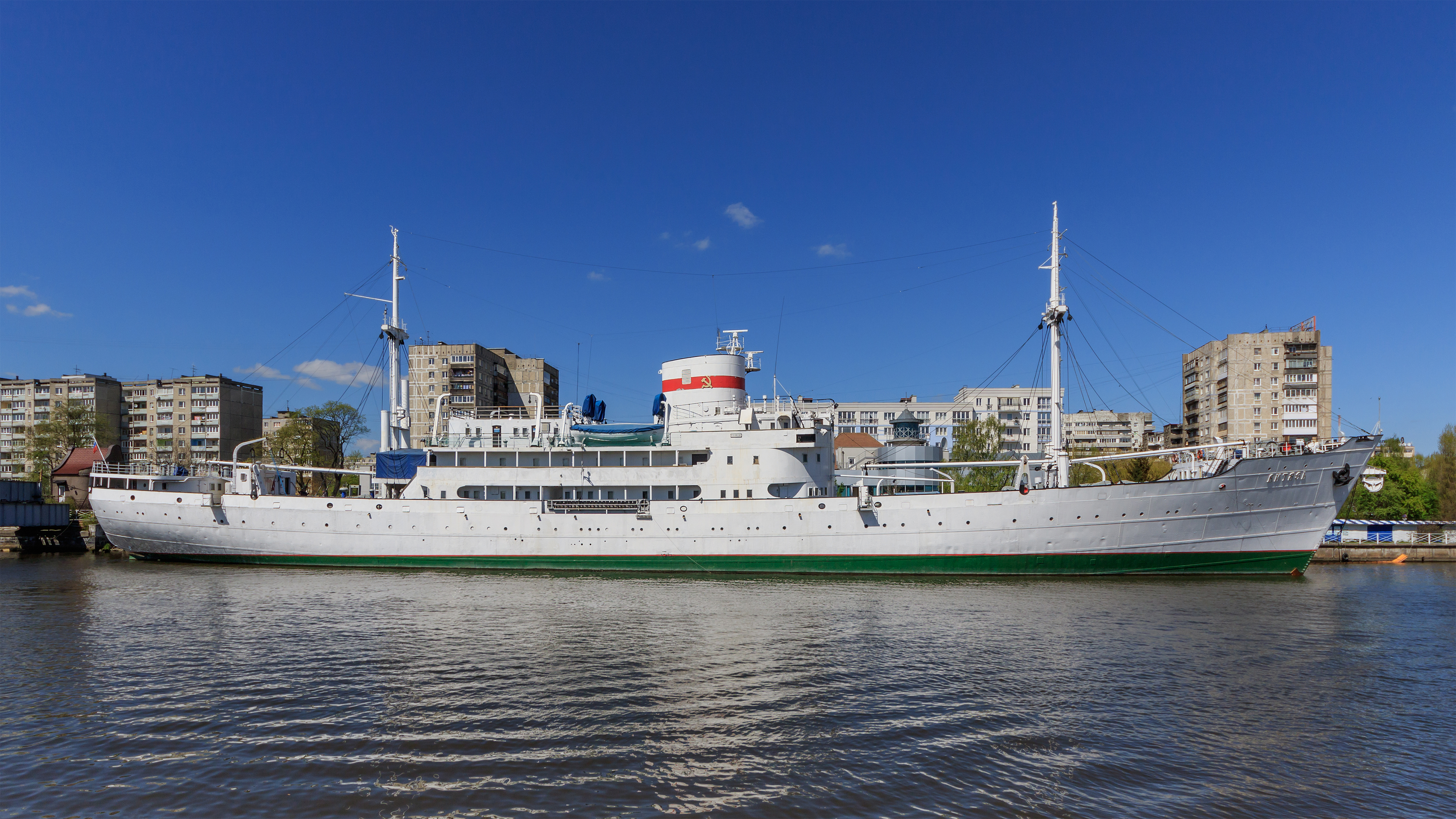
Vityaz

Le Vityaz est à l'origine un navire frigorifique construit à Bremerhaven en mars 1939. Après la Seconde Guerre mondiale, il est cédé au Royaume-Uni au titre d'indemnité de guerre, mais, après moins d'une année, il est restitué à l'Union soviétique. De 1946 à 1947, il sert comme cargo sous le nom d'Equator. Entre 1947 et 1949, il est transformé pour devenir le navire océanographique de l'Académie des sciences d'URSS et reçoit son nom actuel, Vityaz.
Le Vityaz a servi comme navire océanographique de l'Académie pendant trente ans, de 1949 à 1979. Il a effectué un total de 65 missions scientifiques. Son dernier voyage le mène à Kaliningrad où, pendant onze ans, son futur reste incertain. En 1992, il est transféré au Musée, et, depuis 1994, le Vityaz est amarré face au musée, près du centre-ville.

### Kosmonavt Viktor Patsaïev

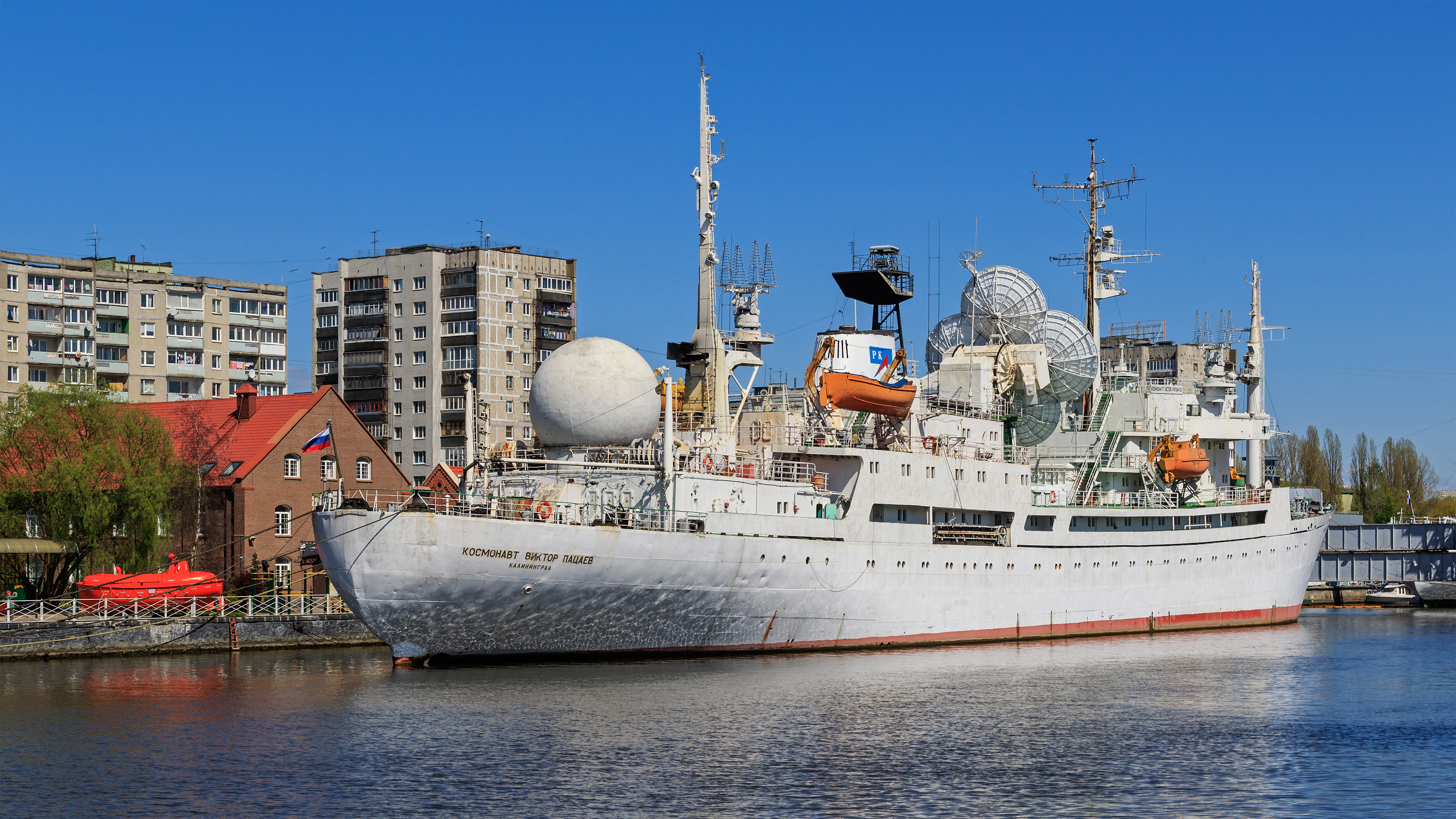
Cosmonaute Viktor Patsayev

Le Cosmonaute Viktor Patsayev est à l'origine un cargo construit en 1968 sous le nom de Semion Kossinov pour le transport du bois. Dix ans plus tard, il est transformé pour devenir le navire de télécommunications avec les véhicules spatiaux soviétiques. Son nouveau nom (depuis 1978) est un hommage au cosmonaute Viktor Patsaïev.
Le Kosmonavt Viktor Patsaïev est retiré du service en 2001.

### B-413
Le B-413 est un sous-marin à propulsion diesel-électrique du projet 641, ou classe Foxtrot selon le code OTAN. Il a servi de 1968 à 1999 dans la marine soviétique puis la marine russe. Il est, depuis 2000, ouvert au public au sein du musée.

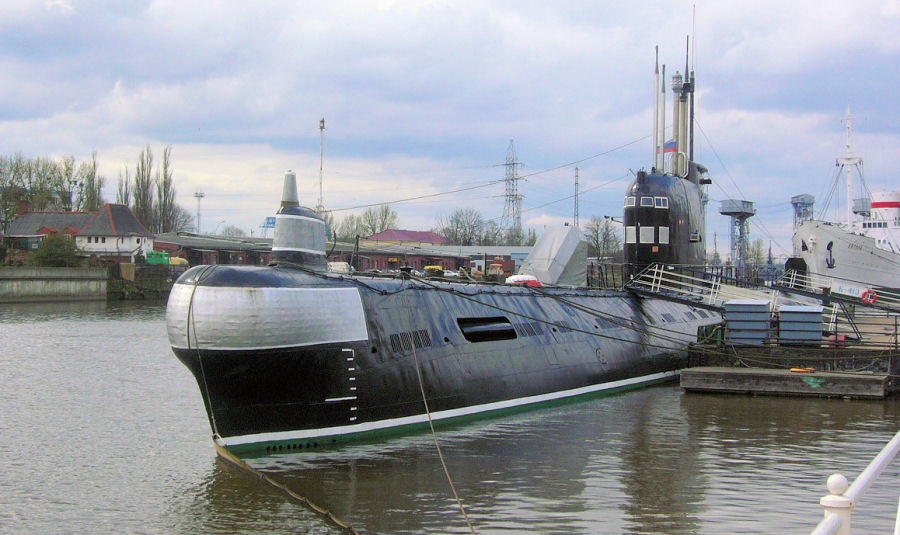
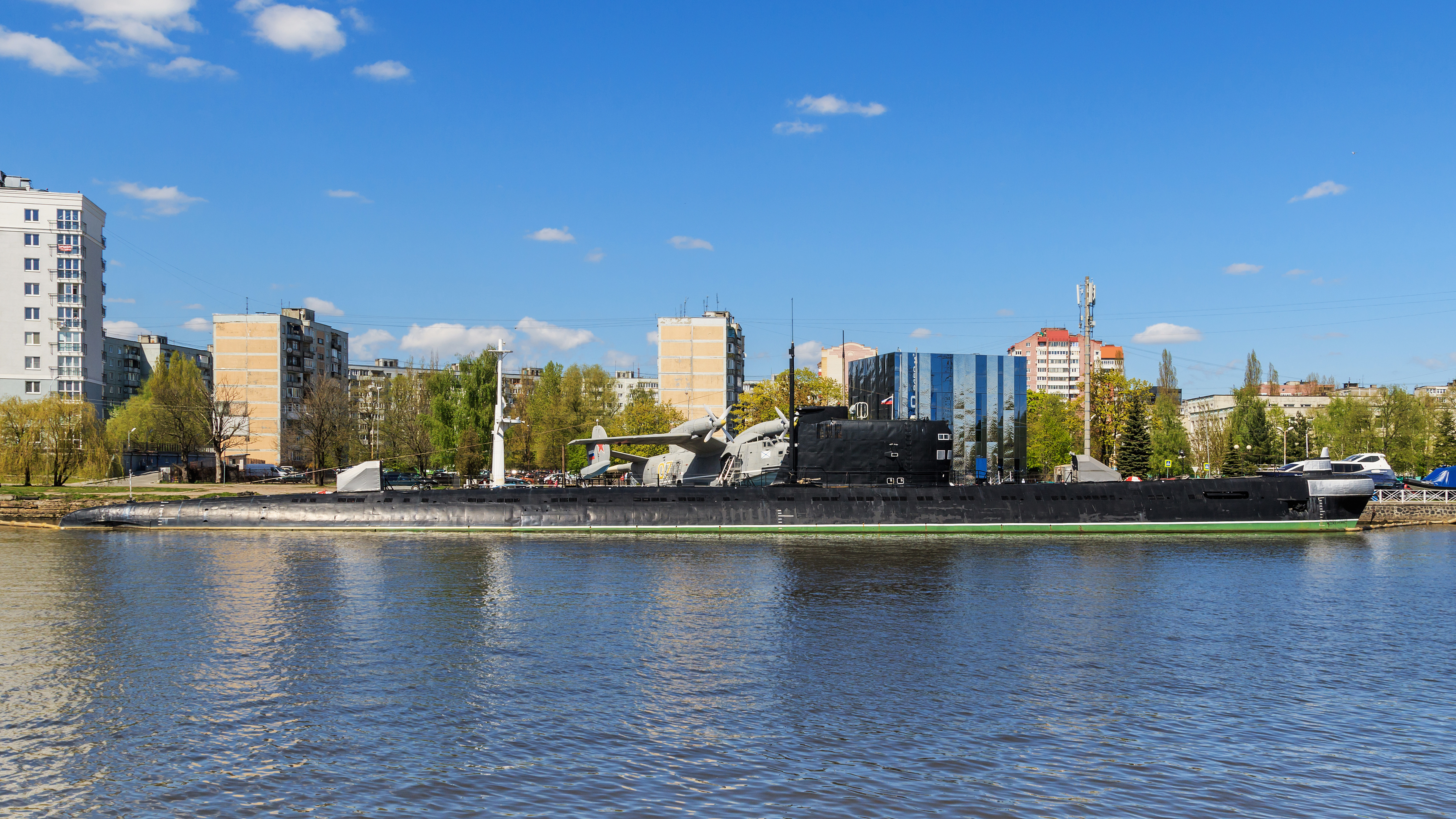
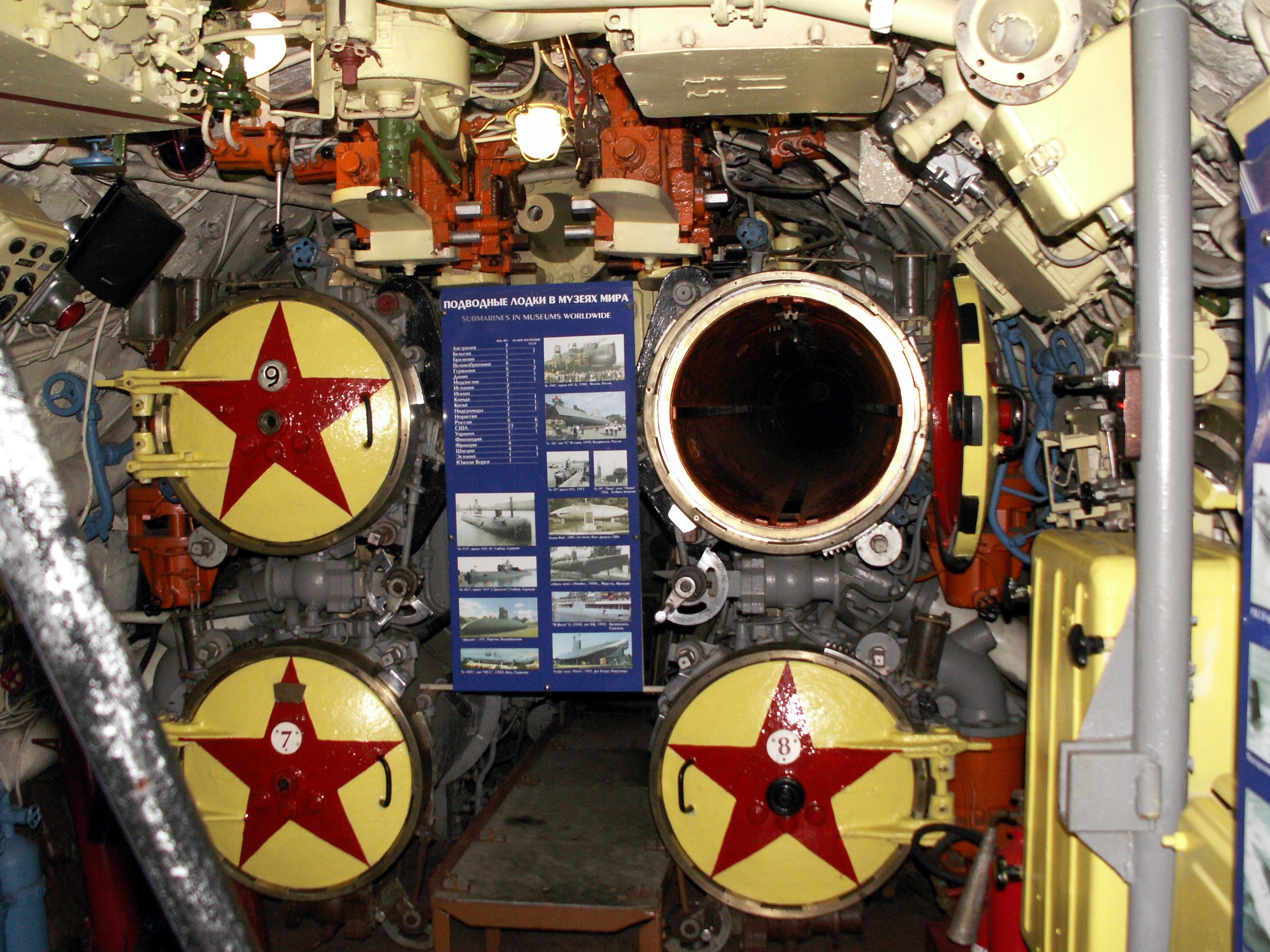
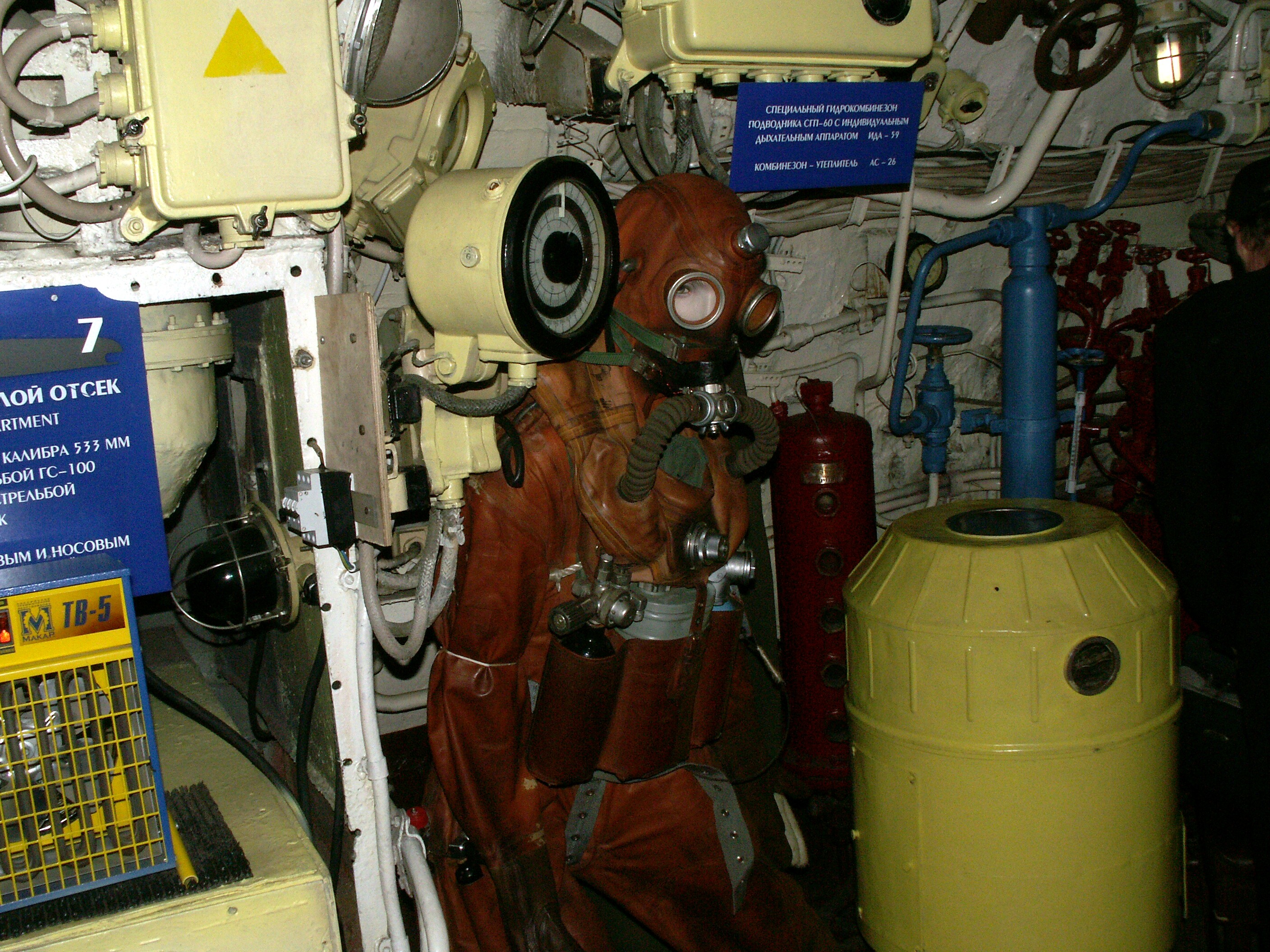

### SRT-129
Le SRT-129 est un chalutier (SRT pour СРТ, Средний Рыболовный Траулер qui signifie en russe « chalutier de taille moyenne »), construit dans les années 1950.

### Krassine

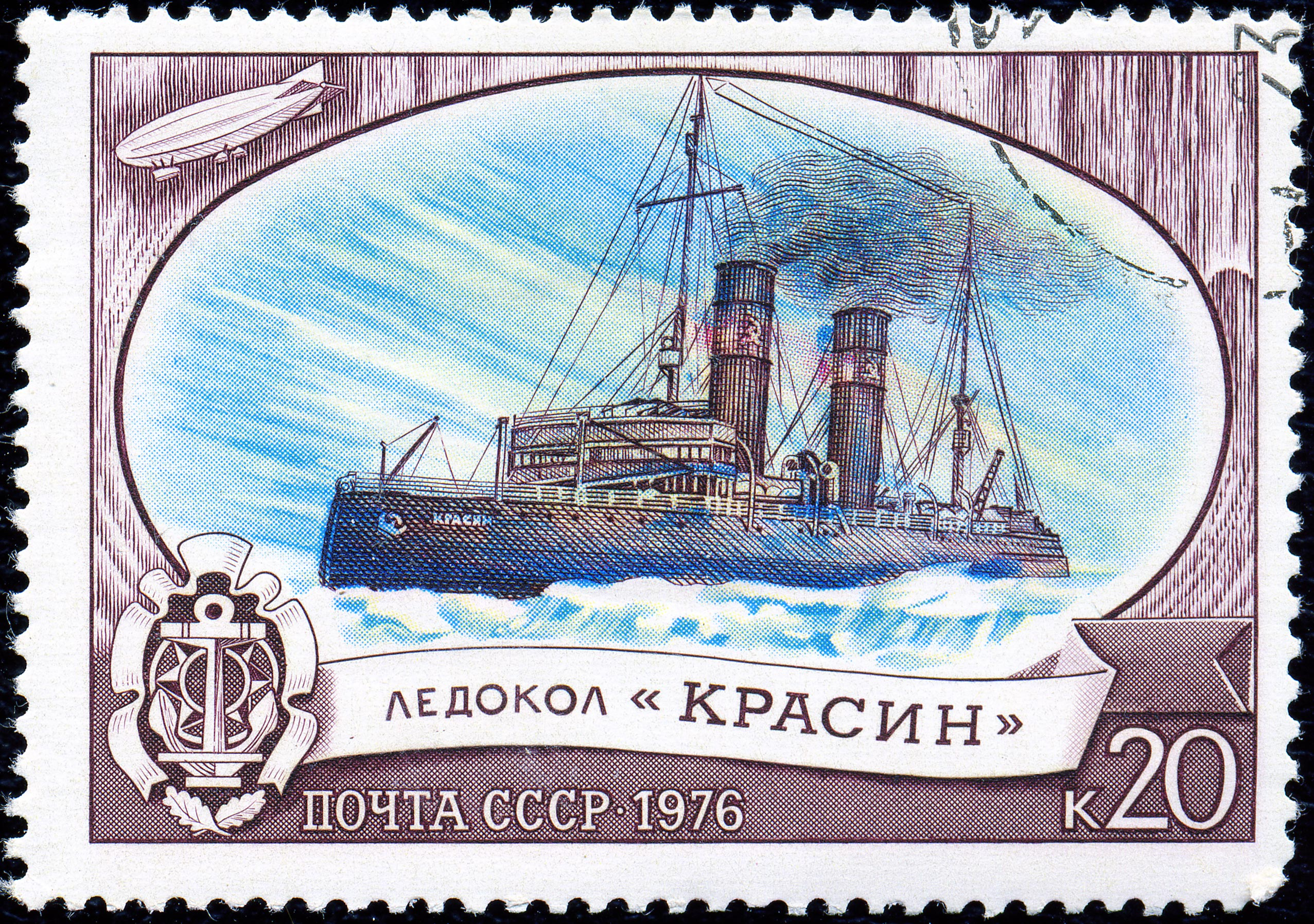
Krassine sur un timbre postal.

Contrairement aux autres navires du Musée océanographique de Kaliningrad, le Krassine est amarré à Saint-Pétersbourg.
Le Krassine est un brise-glace construit en 1916-17 par les ateliers Armstrong Whitworth à Newcastle upon Tyne au Royaume-Uni pour le compte de la marine russe. Son nom initial était Sviatogor, du nom d'un bogatyr (chevalier légendaire russe). En 1927, le navire reçoit le nom de Leonid Krassine, bolchevik russe.
Depuis la fin des années 1980, le Krassine est un navire musée basé à Saint-Pétersbourg.

## Autres
Deux vieux édifices fortifiés appartiennent à ce musée. La Porte royale est une des sept portes de la ville néo-gothiques qui fut construite au milieu du XIXe siècle. Elle abrite une exposition consacrée à la Grande Ambassade de Pierre Ier de Russie. La porte de l'ancienne forteresse de Friedrichsburg est en cours de restauration. Cette forteresse servit comme modèle pour la Forteresse Pierre-et-Paul à Saint-Pétersbourg.

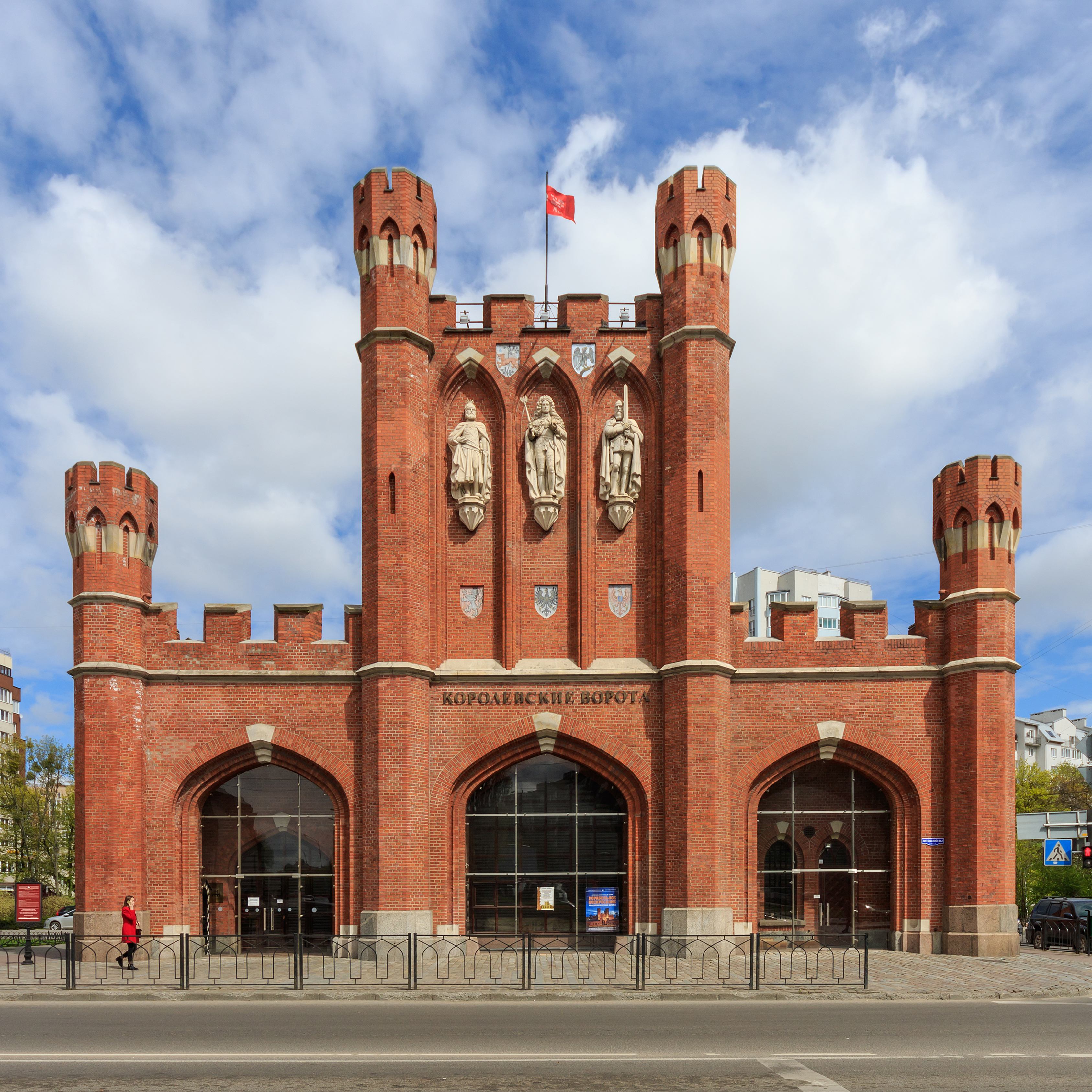
Porte Royale
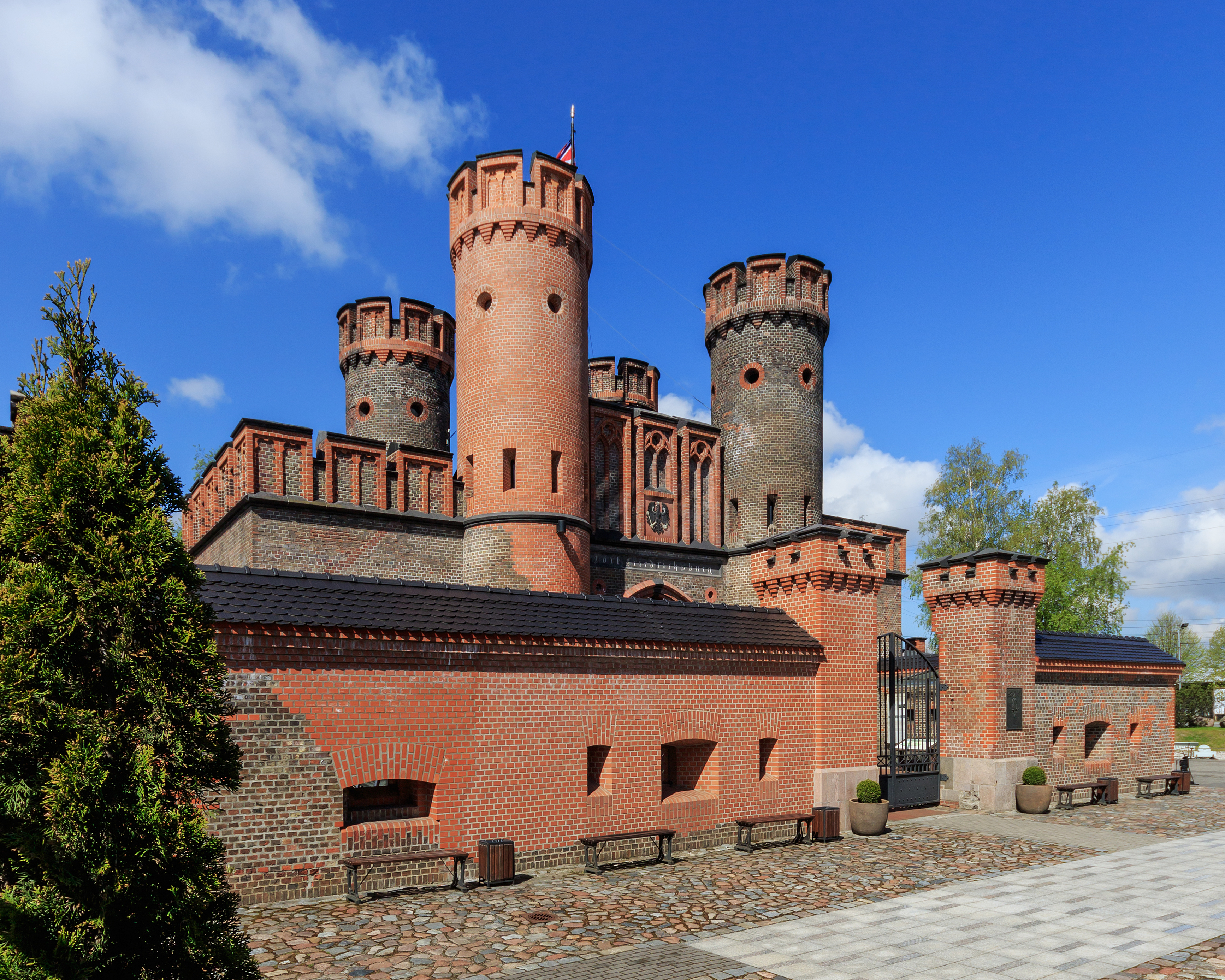
Porte de la forteresse de Friedrichsburg